# 巴德 (中土大陸)
弓箭手巴德（英語：Bard the Bowman）是J·R·R·托爾金小說《哈比人歷險記》及《魔戒》中的人物，長湖鎮人類神射手，將惡龍史矛革射殺，在五軍之戰後他就任河谷鎮國王。

## 生平

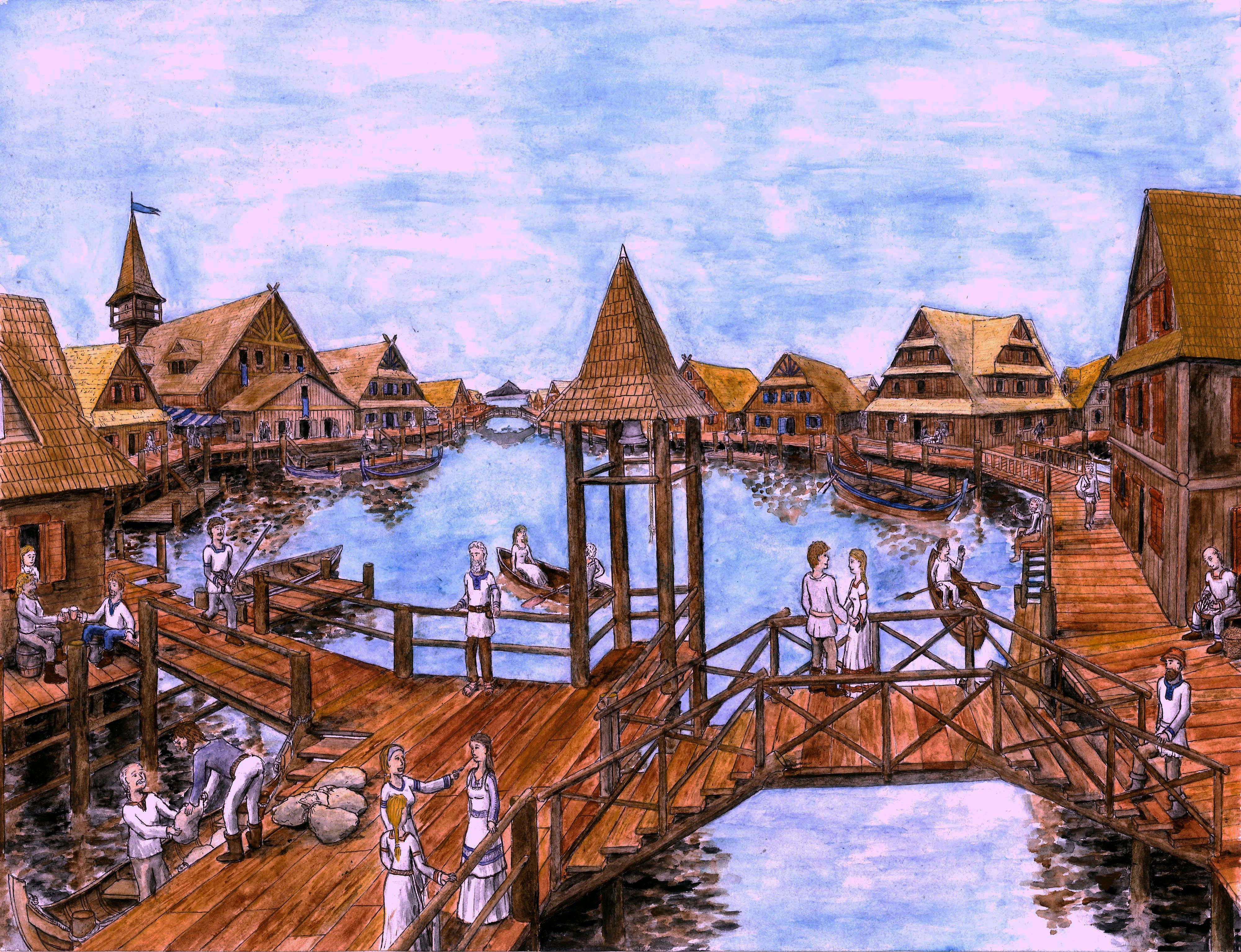
伊斯加（長湖鎮）

在《哈比人歷險記》故事期間，巴德於長湖鎮內擔當弓箭手的職位，有著一頭黑髮，平日總是面色凝重、不苟言笑，由於曾預測過洪水和毒魚的到來，而常被部分同事指為「烏鴉嘴」；他育有一子貝恩（在電影裡由約翰·貝爾飾演）。巴德的先祖是河谷鎮國王吉瑞安，許多年前死於惡龍史矛革之手；也因為先祖血統的關係，巴德能聽懂動物的語言。
當惡龍史矛革離開孤山攻擊長湖鎮之時，巴德最先警告大家並號召鎮民防禦惡龍，當全鎮淪為一片火海時，只剩巴德一人在抵禦惡龍。關鍵時刻，巴德得到黑鳥提示，射出他手中僅存的一支箭——黑箭正中史矛革左胸的弱處，史矛革死去。
隨之在長湖旁的難民營，潛水逃出的巴德受到眾人熱烈擁戴，臨陣脫逃的鎮長則遭到了眾人的譴責；巴德擔當起實際領導長湖鎮災民的工作，他派出使者向木精靈國王瑟蘭督伊求援，數天後瑟蘭督伊帶領精靈大軍與物資前來援助長湖鎮災民。
由於長湖鎮已遭到破壞，巴德決定帶著一部分長湖鎮居民前往孤山領取惡龍寶藏以重建家園，瑟蘭督伊也領著精靈大軍隨之前往。不料抵達孤山後巴德等人意外看到索林等矮人還活著，但索林被對惡龍寶藏的貪欲所迷住，拒絕給予長湖鎮居民一點兒的財寶，而封鎖孤山大門。巴德等人暫棲身於河谷鎮廢墟。哈比人比爾博·巴金斯由於不希望看到戰爭的發生，於是將索林的家傳寶鑽偷出來交給巴德以作為談判的籌碼；索林則在這時出渡鳥去招喚親族丹恩前來助戰。
在戰爭一觸即發之際，波格的半獸人大軍向矮人、精靈與長湖鎮居民發動進攻，五軍之戰爆發，巴德領著部下抗擊半獸人；最終索林雖在戰鬥中犧牲，但換皮人比翁消滅了波格，聯軍取得了勝利。新任山下國王丹恩將寶藏的十四分之一交給了巴德。在索林·橡木盾的葬禮上，巴德將家傳寶鑽置於索林遺體胸前。
之後巴德成功重建了河谷鎮，使其恢復了以往的繁榮興盛，而長湖鎮也重建完畢，精靈、人類與矮人都和好如初。長湖鎮老鎮長將巴德給他用來幫助長湖鎮居民的黃金偷偷據為己有，最終卻餓死於荒野中。
在巴德逝世後，其子貝恩在第三紀元2977年繼任為河谷鎮國王，孫子布蘭德於3007年再接任為國王。

## 改編描述

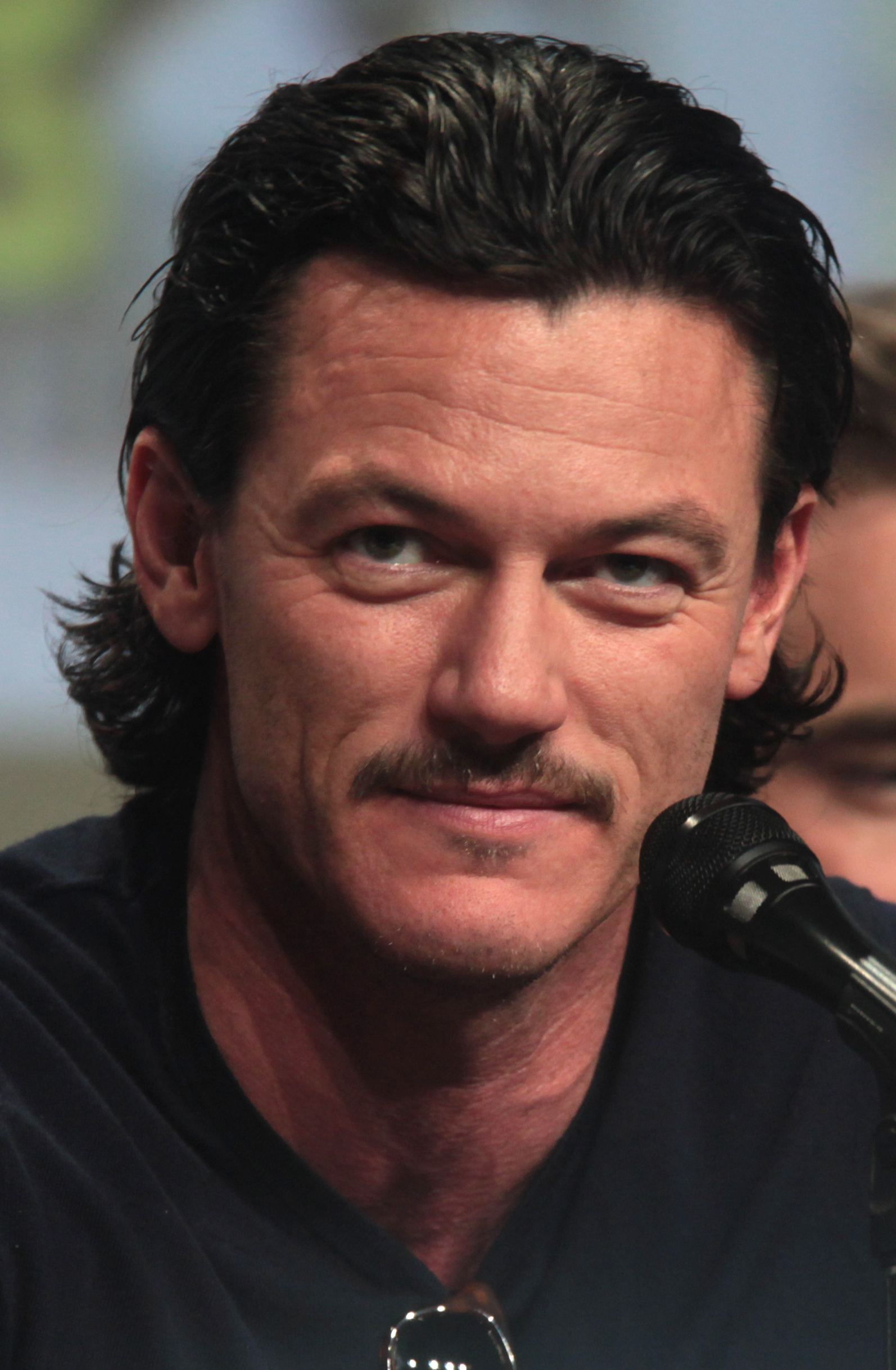
路克·伊凡斯，他在哈比人電影中飾演弓箭手巴德

在彼得·傑克森執導的《哈比人電影系列》中，巴德由路克·伊凡斯飾演。
與原著小說較不同的是，在電影裡巴德的職業並非原著裡的衛隊士兵，而是一名渡船夫；且他除了兒子貝恩外尚有兩個女兒——雪歌（Sigrid）和蒂妲（Tilda），分別由佩姬·內斯比特與瑪麗·內斯比特飾演。此外片裡由於巴德常為老百姓出頭，使得長湖鎮鎮長與其助手艾弗德一直處心積慮要迫害他。

## 外部連結
- 互联网电影数据库上巴德的资料（英文）
- 哈比人：五軍之戰預告––屠龍巴德篇

| 前任者： 吉瑞安 | 河谷鎮國王 第三紀元2941–2977年 | 繼任者： 貝恩 |